# 헬릭스상과
헬릭스상과(Helicoidea)는 공기 호흡하는 육상 달팽이 분류군의 하나로 육상 유폐류 복족류 연체동물이다. 이 상과 병안류에 속한다.

## 분류

### 2005년 분류
2005년, 부셰(Bouchet)와 로크루아(Rocroi)의 복족류 분류는 헬릭스상과를 아래의 19개 과로 분류했다.
- 헬릭스상과 (Helicoidea)
  - 헬릭스과 (Helicidae)
  - 달팽이과 (Bradybaenidae)
  - Camaenidae
  - Cepolidae
  - Cochlicellidae
  - Elonidae
  - Epiphragmophoridae
  - Halolimnohelicidae
  - Helicodontidae
  - Helminthoglyptidae
  - Humboldtianidae
  - Hygromiidae
  - Monadeniidae
  - Pleurodontidae
  - Polygyridae
  - Sphincterochilidae
  - Thysanophoridae
  - Trissexodontidae
  - Xanthonychidae

노르직(H. Nordsieck)에 의하면(sensu Hausdorf & Bouchet), 산토닉스과(Xanthonychidae)는 다계통군(몇 개의 다른 계통에 속하는)으로 추정되며, 여러개의 과로 나누어야 한다.

### 2012년 분류
2012년 톰슨, 나랑호-가르시아(Thompson & Naranjo-García)는 새로운 과 Echinichidae를 기술했고 산토닉스상과(Xanthonychoidea)로 분류했다. 따라서 산토닉스상과는 헬릭스상과에서 분리되어 별도의 상과로 분류되었다.